# Carlo Gesualdo

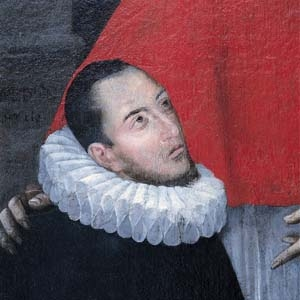
Carlo Gesualdo

Carlo Gesualdo (Don Carlo Gesualdo da Venosa) (* 8. März 1566 in Venosa; † 8. September 1613 in Gesualdo, Provinz Avellino) war ein italienischer Fürst und Komponist.

## Leben
Carlo Gesualdo war Sohn von Fabrizio II., Fürst von Venosa, und der Girolama Borromeo. Er wurde benannt nach seinem Onkel Karl Borromäus, dem später heiliggesprochenen Kardinal und Erzbischof von Mailand. Seine Mutter war eine Nichte von Papst Pius IV. Am Hofe erhielt er früh eine fundierte musikalische Ausbildung in Komposition und dem Spiel der Bass-Laute. Nach dem Tod seines älteren Bruders 1585 rückte er in der Erbfolge nach. 1586 heiratete er seine Cousine Maria d’Avalos (* 1562).
1590 erfuhr Gesualdo von einer Affäre seiner Ehefrau Maria d’Avalos. Gesualdo und seine Vertrauten griffen zu einer List, um sie des Ehebruchs zu überführen: Sie gaben vor, einen Jagdausflug zu machen, kehrten jedoch noch am selben Abend zurück und ertappten das Liebespaar in flagranti. In Folge kam es zu drei Morden, deren genaue Täterschaft ungeklärt ist: Neben Gesualdos Frau starben in dieser Nacht ihr Liebhaber, Fabrizio Carafa, und eine kleine Tochter, deren Vaterschaft unklar war. Eine gerichtliche Untersuchung blieb folgenlos, da „Ehrenmorde“ unter Adligen zu der damaligen Zeit nicht gesühnt wurden. Gesualdo floh jedoch, um der Rache der Familien der Opfer zu entgehen, und verbrachte die nächsten vier Jahre im gleichnamigen Schloss Gesualdo.
1591 trat er die Nachfolge seines Vaters als Fürst von Venosa an.
1594 heiratete er durch Vermittlung seines Onkels, des Kardinals Alfonso Gesualdo, erneut und verbrachte mit seiner zweiten Ehefrau, Leonora d’Este, zwei Jahre in Ferrara. In dieser Zeit entstand vermutlich ein Großteil seiner Kompositionen, besonders die ersten vier Madrigalbücher. Danach zog er sich erneut auf Schloss Gesualdo zurück.

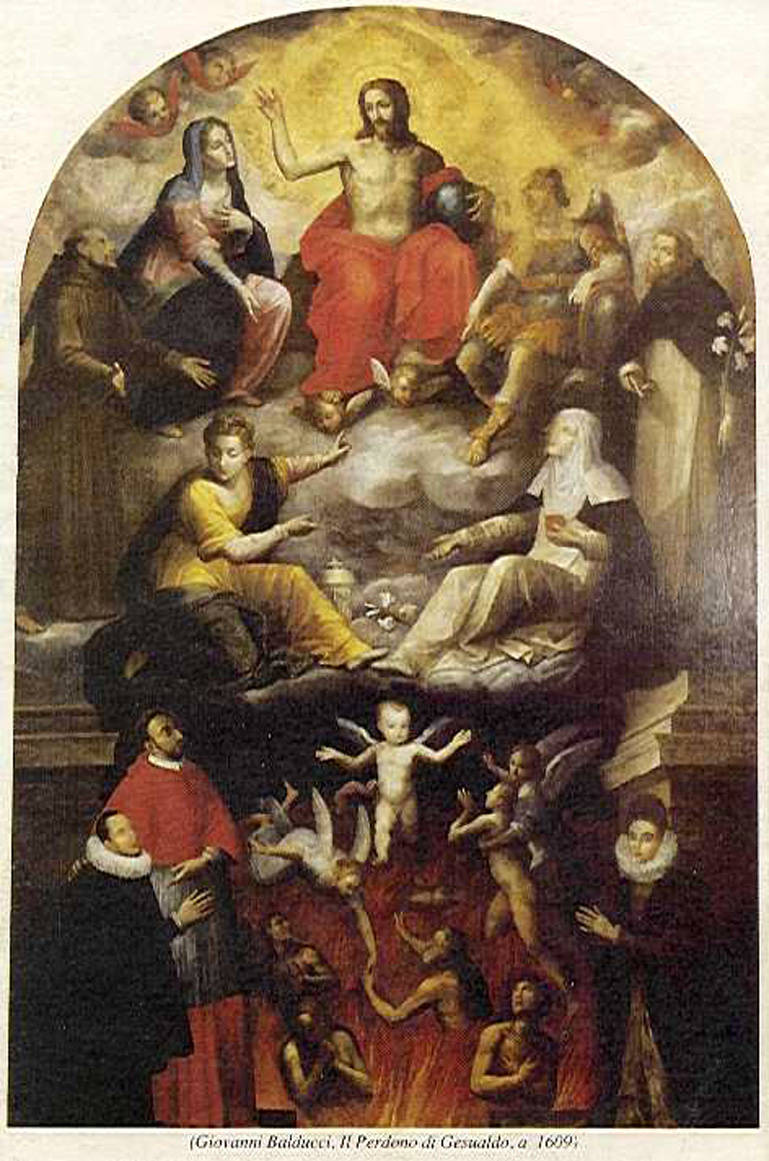
Die Vergebung des Carlo Gesualdo von Giovanni Balducci

Nachdem 1600 das einzige Kind aus seiner zweiten Ehe gestorben war, verstärkten sich Gesualdos Depressionen, und er wandte sich der Komposition von geistlicher Musik zu. 1611 veröffentlichte er seine letzten Werke.
Giovanni Balducci aus Neapel beauftragte er mit dem Altargemälde Die Vergebung des Carlo Gesualdo (italienisch: Il perdono di Carlo Gesualdo). Auf ihm sind die Auferstehung Christi, die Hölle, links unten Gesualdo und auf der gegenüberliegenden Seite seine Frau Leonora d’Este als Bittsteller abgebildet. Sein Onkel, Kardinal Karl Borromäus, steht für ihn bittend hinter ihm.

## Werk
Das kompositorische Schaffen Gesualdos umfasst eine Reihe von geistlichen Werken, darunter die Responsorien zur Liturgie der Kartage und Motetten, sowie sechs Bücher mit Madrigalen. Ein siebtes Madrigalbuch ist nur unvollständig erhalten.
Zeitlich steht Gesualdo am Übergang der Renaissance zum Barock, wobei sein manieristischer Stil stets der Vokalpolyphonie des 16. Jahrhunderts verpflichtet bleibt. Kennzeichnend für den Kompositionsstil Gesualdos ist der häufige Einsatz von Chromatik und unerwarteten Tonartwechseln zum Zwecke der eindringlichen Ausdeutung der Textvorlagen.
Damit steht er in der Tradition anderer Madrigalisten wie Giaches de Wert und Luca Marenzio. Gesualdos Werk wurde bis in die Mitte des 17. Jahrhunderts von höfisch-akademischen Kreisen rezipiert, verschwand jedoch, als die neue Gattung der Oper ihren Siegeszug antrat.
- 1594: Madrigali libro primo (5-stimmig)
- 1594: Madrigali libro secundo (5-stimmig)
- 1595: Madrigali libro terzo (5-stimmig)
- 1596: Madrigali libro quarto (5-stimmig)
- 1603: Sacrarum cantionum liber primus, 21 Motetten (5-stimmig)
- 1603: Sacrarum cantionum liber secundus, 20 Motetten (6-7-stimmig, unvollständig überliefert). James Wood rekonstruierte in akribischer musikwissenschaftlicher Feinarbeit die fehlenden Stimmen für eine im Jahr 2013 erschienene CD-Aufnahme mit dem Vocalconsort Berlin.[2]
- 1611: Madrigali libro quinto (5-stimmig)
- 1611: Madrigali libro sesto (5-stimmig)
- 1611: Responsoria et alia ad Officium Hebdomadae Sanctae spectantia (6-stimmig)
- 1626: Madrigali libro settimo (6-stimmig, unvollständig)

## Rezeption
Die Mordtat hat über die Jahrhunderte hinweg die Beschäftigung mit Gesualdos Musik und Leben bestimmt. Beispielsweise werden die Geschehnisse in der barocken Tragödie Il tradimento per l’onore (1664) von Giacinto Andrea Cicognini anhand einer fiktiven Personenkonstellation neu erzählt. Eine längere Nacherzählung der Vita Gesualdos enthalten auch die Romane Melodien oder Nachträge zum quecksilbernen Zeitalter (1993) von Helmut Krausser und Madrigal (1968) von László Passuth.
Im 20. Jahrhundert fanden vor allem seine Madrigale aufgrund ihrer kühnen Stimmführung und Harmonik wieder Beachtung. Zahlreiche Komponisten befassten sich mit Gesualdo. So bearbeitete etwa Igor Strawinsky in Momentum pro Gesualdo di Venosa ad CD annum. Three Madrigals recomposed for instruments (1960) drei Madrigalvorlagen. Strawinski äußerte sich in Themes and Conclusions über Gesualdo: “… as Gesualdo’s mode of expression is dramatic, highly intimate, and very much in earnest, he weights the traditional madrigal of poised sentiments and conceits, of amorous delicacies and indelicacies, with a heavy load.”
Noch einmal neu belebte sich in den 1990er Jahren das Interesse an der historischen Figur Gesualdos und seiner Musik. So erhielt Klaus Huber vom französischen Vokalensemble Les Jeunes Solistes den Auftrag, zu Gesualdos Karfreitagsresponsorien die fehlenden Lamentationes zu komponieren. 1993 legte er mit Quia clamavi ad te: Miserere die Lectio prima vor. Die Besetzung gleicht denen der Responsorien Gesualdos: Cantus, Sextus, Altus, Tenor, Quintus und Bassus. Die 1996/97 vervollständigte Serie der Lamentationes wurde 1997 unter dem Titel Lamentationes Sacrae et Profanae ad Responsoria Iesualdi bei den Wittener Tagen für neue Kammermusik von den Jeunes Solistes uraufgeführt.
Eine weitere intensive Auseinandersetzung mit Leben und Werk Gesualdos stammt von Salvatore Sciarrino, der sich seit den neunziger Jahren diesem Thema gewidmet hat und neben der Bearbeitung von Madrigalen (u. a. in Le voci sottovetro für Ensemble und Stimme, 1998) eine Burleske in der Tradition des sizilianischen Puppentheaters (Terribile e spaventosa storia del Principe da Venosa et della bella Maria für Mezzosopran, Saxophonquartett und Schlagzeug, 1999) sowie eine Oper nach Cicogninis Tragödie (Luci mie traditrici, deutscher Titel: Die tödliche Blume, 1996–98) schuf.
Weitere Bearbeitungen des Gesualdo-Stoffes für die Opernbühne stammen von Alfred Schnittke (Gesualdo, Oper in sieben Bildern, einem Prolog und einem Epilog, 1994)
, Franz Hummel (Gesualdo, Oper in zwei Akten, 1996) und Marc-André Dalbavie (Gesualdo, Oper in drei Akten, 2010). Francesco d’Avalos (1930–2014), ein Abkomme der Familie der ermordeten Maria d’Avalos, komponierte 1992 das Musikdrama Maria di Venosa, das er selbst auf CD einspielte. 1995 erschien Werner Herzogs Film Gesualdo – Tod für fünf Stimmen.
Luca Francesconi schuf 2004 die Oper Gesualdo considered as a murderer nach einem Libretto von Vittorio Semonti. Die Oper wurde im Rahmen des Holland Festival am 5. Juni 2004 uraufgeführt.
Der deutsche Komponist Valentin Ruckebier vertonte den Text des bekannten Gesualdo-Madrigals Moro, lasso in seinem Werk Thoughts Before Leaving für Chor neu, welches Bezug auf die tragische Lebensgeschichte Carlo Gesualdos nimmt.
In dem 2015 unter der Regie von Rupert Goold erschienenen Film True Story – Spiel um Macht wird in einem Dialog anhand des eingespielten Madrigals „Se la mia morte brami“ (Wenn du meinen Tod wünschst) auf die Schuld des angeklagten Mörders hingewiesen.

## Ausgaben
Bisher ist noch keine vollständige, historisch-kritische Ausgabe von Gesualdos Gesamtwerk erschienen. Zu seinen Lebzeiten erschienen sind Noten-Ausgaben in der Offizin von Vittorio Baldini, dem Privatdrucker von Ercole II. d’Este und in Neapel bei Giovanni Giacomo Carlino. Alle Erstauflagen sind nicht vollständig überliefert. Allerdings gibt es eine Reihe von unmittelbar nachfolgenden Nachdrucken, die bei Edition seiner Werke berücksichtigt wurden. Neben den sechs Büchern mit Madrigalen zu fünf Stimmen sind weitere drei von Gesualdo komponierte Bücher mit geistlicher Musik überliefert sowie einige vokale und instrumentale Kompositionen, die sich in Anthologien oder Manuskripten finden.
- Carlo Gesualdo: Madrigali a cinque voci (Libro Quinto - Libro Sesto). Edizione critica a cura di Maria Caraci Vela e Antonio Delfino, testi poetici a cura di Nicola Panizza, con uno scritto di Francesco Saggio. Prefazione di Giuseppe Mastrominico. La Stamperia del Principe Gesualdo, Gesualdo, 2013. ISBN 978-88-906830-2-2
- Carlo Gesualdo (Gesualdo di Venosa): Sämtliche Werke. Urtext hrsg. von Wilhelm Weismann (I-VI) und Glenn E. Watkins. Deutscher Verlag für Musik, Leipzig; Ugrino, Hamburg 1957–1962; 2. Auflage 1980–1982.

I.    Madrigali a cinque Voci (1613), Buch 1, 1962
II.   dto., Buch 2, 1962
III.  dto., Buch 3, 1960
IV.  dto., Buch 4, 1958
V.   dto., Buch 5, 1958
VI.  dto., Buch 6. 1957
VII. Responsoria et alia ad Officium Hebdomadae Sanctae spectantia (1611)
VIII.Sacrae Cantiones quinque vocibus (1603)
IX.  Sacrae Cantiones quorum una septum vicious, caeterae sex vicious (1603)
10. Psalmen und Canzonetten, Instrumentalwerke